# Fikker János
Abrudbányai Fikker János (1780 körül – 1840-es évek) bíró, műfordító.

## Élete
A zalatnai bányatörvényszéknél volt rendes bíró. Amikor a bányászati hivatalt Kolozsvárra helyezték át, annak elnöke s a bányászati ügyek igazgatója lett. Mint nyugalmazott bányatanácsos Abrudbányán lakott egészen haláláig.

## Fordításai
- August von Kotzebue: A korszikaiak Magyarországban, 4 felv. után (előadták Miskolcon 1831. szeptember 29-én és Budán 1835. május 7-én)
- August Wilhelm Iffland: Marianna vagy az erőltetett apáca (előadták Kolozsváron 1804 előtt, Debrecenben, 1811-ben)
- August von Kotzebue: Maszkurák / Álorczások; ezt egyes források Ernyi Mihály fordításaként tüntetik fel (előadták Kolozsváron 1804 előtt)